# Dreikönigskapelle (Baden)

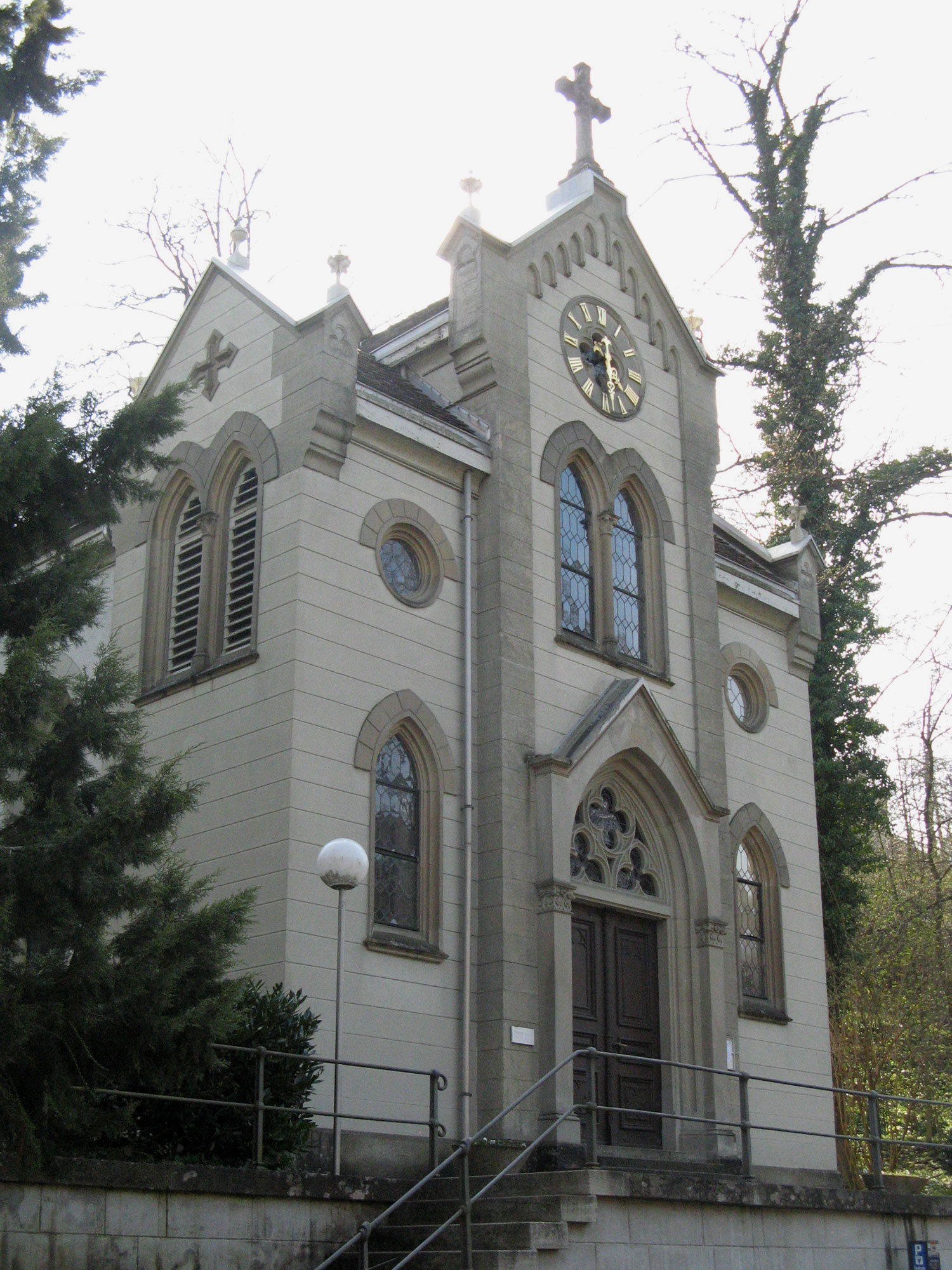
Dreikönigskapelle

Die Dreikönigskapelle (auch Kapelle der Heiligen Drei Könige genannt) ist eine Kapelle in Baden in der Schweiz. Sie befindet sich nördlich des Stadtzentrums am Rande des Bäderquartiers.
Ungefähr am selben Standort, um einige Meter versetzt, stand seit Beginn des 12. Jahrhunderts ein Vorgängerbau. Die romanische Kapelle diente überwiegend den Kurgästen und wurde im Laufe der Jahrhunderte mehrmals umgebaut und renoviert, letztmals 1821. Danach wurde sie dem Verfall überlassen und schliesslich 1881 abgebrochen. Die katholische Kirchgemeinde beauftragte 1882 den Architekten Robert Moser mit dem Bau einer neuen Kapelle, die Baukosten betrugen 22'000 Franken. Die aus der zweiten Hälfte des 15. Jahrhunderts stammende Altarretabel der alten Kapelle, gemalt von einem unbekannten Meister und stark vom Stil Hans Multschers geprägt, wurde vom städtischen Museum in Dijon erworben.
Die Kapelle im neugotischen Stil ist 18,5 Meter lang und 8,5 Meter breit. Sie ist an den stark abschüssigen Hang gebaut und steht auf einer Terrasse. Das neugotische Gebäude bildet zusammen mit der Fassade des benachbarten Hotels Bären ein Ensemble. An den dreiseitig gegliederten Vorbau mit vorspringender Mittelpartie schliesst sich das rechteckige Schiff an, den Abschluss bildet ein gewölbter Chor. Im Hauptgiebel über dem Eingang befindet sich ein Vierpass mit Uhr. Zwei Glocken des vierteiligen Geläuts stammen von der alten Kapelle und wurden 1556 bzw. 1564 gegossen. Das Altarblatt, das die Anbetung der Heiligen Drei König zeigt, ist ein Werk von Joseph Balmer aus dem Jahr 1887.